# Choynimni
Le choynimni est une langue amérindienne de la famille des langues yokuts parlée aux États-Unis, dans sud de la Californie.

## Classification
Le choynimni est un des dialectes de Kings River, classés dans le « foothill yokuts ». Il est proche du gashowu ou du wikchamni.

## Grammaire

### Syntaxe
Exemple de phrase en choynimni, tiré d'un conte traditionnel, recueilli, en 1931, par Stanley Newman:
naʔat ʔimin tʰoˑnunmu tʰanaˑʔaš noʔoṭu ʔimin tullaw.
Sœur aînée POSS se fatiguant d'attendre va à sœur cadette POSS colline-sur.